# تپه قاضی‌آباد ۲
تپه قاضی آباد ۲ مربوط به دوران‌های تاریخی پس از اسلام است و در شهرستان بوئین‌زهرا، بخش آوج، روستای اسماعیل‌آباد واقع شده و این اثر در تاریخ ۱۱ شهریور ۱۳۸۲ با شمارهٔ ثبت ۹۷۶۵ به‌عنوان یکی از آثار ملی ایران به ثبت رسیده است.